# Sassenage
Sassenage este o comună în departamentul Isère din sud-estul Franței. În 2009 avea o populație de 10.881 de locuitori.

## Evoluția populației
| An        | 1975  | 1982  | 1990  | 1999  | 2006   | 2009   |
| --------- | ----- | ----- | ----- | ----- | ------ | ------ |
| Populație | 7.021 | 8.945 | 9.788 | 9.735 | 10.554 | 10.881 |